# 罗索 (梅克伦堡-前波美拉尼亚州)
罗索（德語：Rossow）是德国梅克伦堡-前波美拉尼亚州的市镇，隶属于前波美拉尼亚-格赖夫斯瓦尔德县。总面积为23.15平方千米，截至2023年12月31日总人口为442人。